# 東京都立小金井工科高等学校
東京都立小金井工科高等学校（とうきょうとりつ こがねいこうかこうとうがっこう、英: Tokyo Metropolitan Koganei High School of Technology）は、東京都小金井市本町六丁目にある夜間定時制のみの東京都立工科高等学校である。全日制は2010年度廃校。同年に新設した全日制課程（多摩科学技術高等学校）に併設されている。

## 設置学科
定時制
- 機械科
- 電気科
- 電子科

## 沿革
- 1939年2月15日 東京府立機械工業学校として創立
- 1943年7月1日 東京都立機械工業学校として校名変更
- 1944年3月31日 東京都立機械工業専門学校として創立
- 1948年4月1日 東京都立小金井新制高等学校として改称
- 1950年1月26日 東京都立小金井高等学校として校名改称
- 1958年4月1日 東京都立小金井工業高等学校として校名改称
- 2008年4月1日 全日制課程の生徒募集を停止
- 2010年3月31日 全日制課程閉科
- 2023年4月1日 東京都立小金井工科高等学校として校名改称

## 校歌
- 作詞 秋末一郎
- 作曲 山田耕筰

## 制服
制服はなく、私服である。選択するコースの授業によっては作業着を着用する。

## 著名な関係者

### 出身者
- 富澤宏哉（プロ野球審判員）
- 伊井篤史（声優）
- 志生野温夫（アナウンサー）
- 細渕一男 (元東村山市長)

### 教職員
- 松延市次（国語学者）

## 交通
出典 : 
電車
- JR中央線武蔵小金井駅南口 徒歩約10分

バス
| 乗車停留所   | 系統               | 下車停留所                  | 運行事業者 |
| ------------ | ------------------ | --------------------------- | ---------- |
| 武蔵小金井駅 | 武51・貫井前原循環 | 「小金井市役所前」、徒歩3分 | ■京王バス  |
| 東府中駅     | 府75               | 「小金井市役所前」、徒歩3分 | ■京王バス  |
| 多磨町       | 武84・武85         | 「小金井市役所前」、徒歩3分 | ■京王バス  |